# Veit Vendt
Veit Vendt (* in Iphofen; † 30. Oktober 1503 in Ebrach) war von 1495 bis 1503 Abt des Zisterzienserklosters in Ebrach.

## Leben
Veit Vendt wurde im 15. Jahrhundert in der unterfränkischen Amtsstadt Iphofen geboren. Seine Eltern benannten den Sohn nach dem Stadtheiligen Vitus. Sonst ist über sie nichts bekannt, auch etwaige Geschwister des späteren Abtes finden in den Quellen keinerlei Erwähnung. Veit lernte wohl zunächst an der Lateinschule in seiner Heimatstadt, ehe er zum Studieren aufbrach. Eventuell besuchte er die Universität im nahen Würzburg.
Nach der Resignation seines Vorgängers Nikolaus II. im Jahr 1495 wählten die Mönche Veit Vendt zum Nachfolger. Für 1000 Gulden ließ der frischgewählte Abt daraufhin eine neue Sakristei an die Klosterkirche anbauen. Ebenso pilgerte er, bereits erkrankt, nach Bamberg, um hier Erlösung von seinem Leiden zu erbitten. Nach achtjähriger Amtszeit starb Veit Vendt am 30. Oktober 1503 und wurde in der Sepultur des Klosters bestattet.